# Mieczysław Jedoń
Mieczysław Jedoń (ur. 28 lipca 1943 w Suczawie) – polski polityk, ekonomista, poseł na Sejm II, III i IV kadencji.

## Życiorys
W 1985 ukończył studia na Wydziale Gospodarki Narodowej Akademii Ekonomicznej we Wrocławiu. Pracował jako kierownik marketingu. Pełnił funkcję posła na Sejm II, III i IV kadencji wybranego z listy Sojuszu Lewicy Demokratycznej w okręgach wałbrzyskich: nr 48 i nr 2.
Pełni funkcję przewodniczącego Środowiskowej Rady Federacji Przemysłu Lekkiego (związanej z OPZZ). Od 2006 do 2010 zasiadał w radzie miejskiej Bielawy.
Bez powodzenia kandydował w wyborach parlamentarnych w 2005 i 2007.
W 2014 wyróżniony tytułem honorowego obywatela Bielawy.